# Ardenicë
Ardenica (Ardenicë) est un village de la municipalité de Kolonjë (en) dans le district de Lushnje en Albanie.
Ardenica est connue grâce au monastère d'Ardenica, un lieu de culte qui s'élève sur le point culminant de la chaîne de montagnes Ardenica-Divjake.